# Niespełnione pragnienia
Niespełnione pragnienia (ang. The Oh in Ohio) – amerykańska komedia obyczajowa z 2006 roku napisany przez Adama Wierzbianskiego oraz wyreżyserowany przez Billy'ego Kenta. Wyprodukowany przez Cyan Pictures.
Premiera filmu miała miejsce 14 lipca 2006 roku w Stanach Zjednoczonych.

## Opis fabuły
Priscilla (Parker Posey) poślubia Jacka Chase'a (Paul Rudd), ukochanego z dzieciństwa. Ma wszystko, o czym można marzyć. Jej życie wydaje się perfekcyjne, ale Priscilla ma poważny problem – mimo wielkich starań jej męża nie potrafi od dziesięciu lat osiągnąć orgazmu. Brak przyjemności w życiu seksualnym powoduje, że jej małżeństwo chyli się ku upadkowi.

## Obsada
- Parker Posey jako Priscilla Chase
- Paul Rudd jako Jack Chase
- Danny DeVito jako Wayne Sianidis
- Mischa Barton jako Kristen Taylor
- Miranda Bailey jako Sherri
- Keith David jako trener Popovich
- Liza Minnelli jako Alyssa Donahue
- Heather Graham jako Justine
- Tim Russ jako Douglas

i inni